# Liste der Ortsteile von Toronto

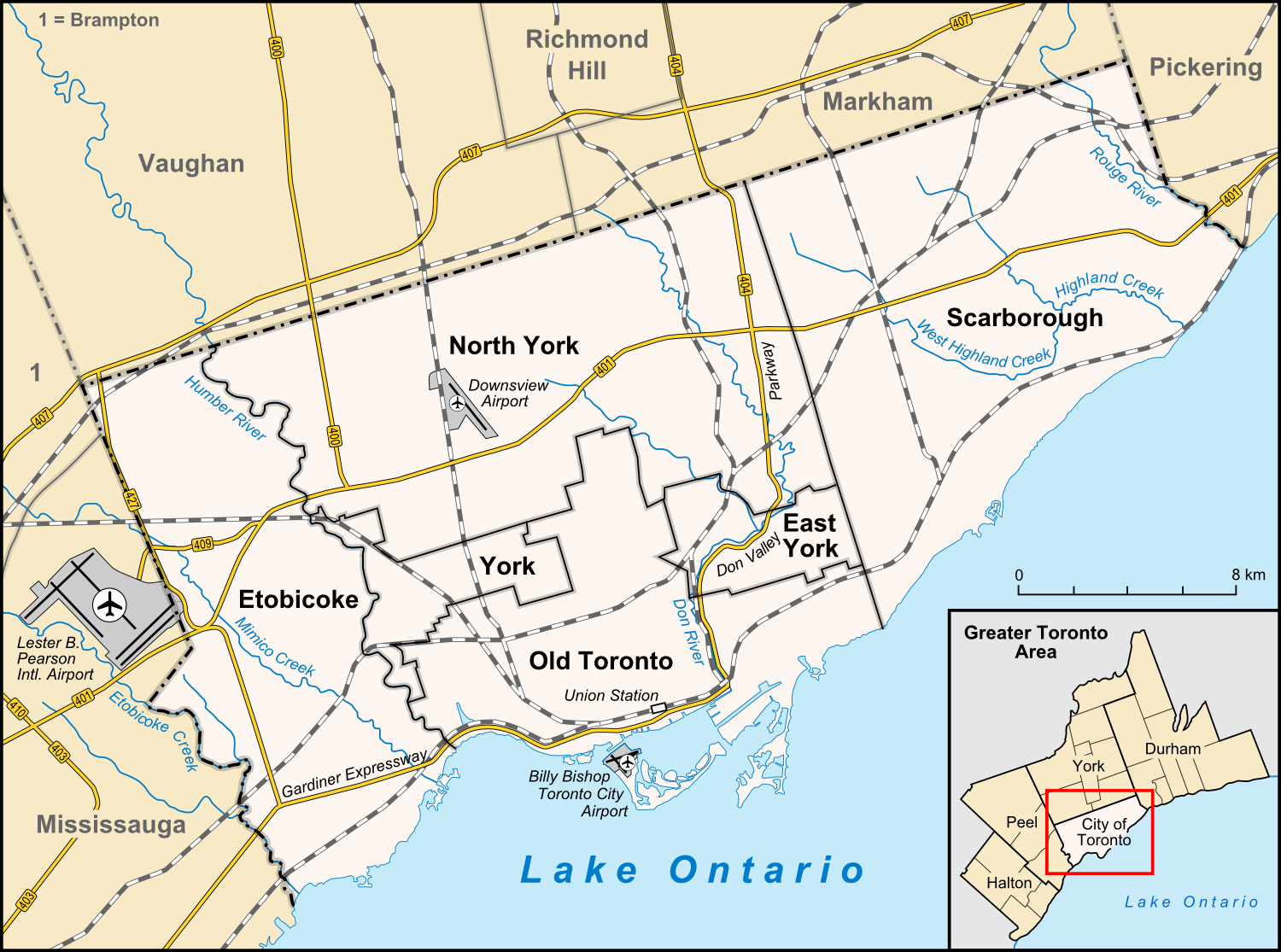
Karte von Torontos sechs Stadtbezirken

Flagge der Stadt Toronto

Diese Liste der Ortsteile von Toronto führt alle 140 offiziellen Ortsteile (englisch ‚neighbourhoods‘) auf, die in der kanadischen Millionenstadt Toronto seit dem 1. Januar 1998 den sechs verschiedenen Bezirken Old Toronto, York, East York, North York, Etobicoke und Scarborough zugeordnet sind. Inoffiziell ist von mehr als 240 Ortsteilen die Rede.

## Old Toronto

### Downtown Toronto (Central)
- Alexandra Park
- The Annex
- Cabbagetown
- CityPlace
- Chinatown
- Church and Wellesley (The Gay Village)
- Corktown
- Discovery District
- Distillery District
- The Entertainment District
- Financial District
- Harbourfront
- Garden District
- Kensington Market
- Mirvish Village
- Moss Park
- Queen Street West
- Regent Park
- St. James Town
- St. Lawrence
- Toronto Islands
- University
- Yorkville

### East End
- The Beaches
- Blake-Jones
- Gerrard Street East (Little India)
- Greenwood-Coxwell
- Greektown
- Leslieville
- Playter Estates
- Port Lands
- Riverdale
- Upper Beaches

### North End
- Bedford Park
- Casa Loma
- Chaplin Estates
- Davisville Village
- Deer Park
- Forest Hill (und Forest Hill Village)
- Forest Hill South
- Hogg’s Hollow
- Lawrence Park
- Lawrence Park South
- Midtown
- Moore Park
- Mount Pleasant East
- Mount Pleasant West
- North Toronto
- Rathnelly
- Rosedale
- Summerhill
- Wychwood
- Yonge and Eglinton (als Zentrum von Midtown angesehen)
- Yonge and St. Clair

### West End
- Bloordale Village
- Bracondale Hill
- Brockton Village
- Corso Italia
- Dovercourt-Wallace Emerson
- Dufferin Grove
- High Park
- The Junction (früher: West Toronto)
- Koreatown
- Liberty Village
- Little Italy
- Malta Village
- Niagara
- Parkdale
- Palmerston-Little Italy
- Pelham Park
- Portugal Village
- Roncesvalles
- Runnymede-Bloor West Village
- Swansea

## East York
- Broadview North
- Crescent Town
- Danforth Village
- East End Danforth
- Leaside
- O’Connor-Parkview
- Old East York
- Pape Village
- Thorncliffe Park
- Woodbine Corridor
- Woodbine-Lumsden

## Etobicoke
- Alderwood
- Eatonville
- The Elms (Old Rexdale)
- Eringate-Centennial-West Deane
- Etobicoke West Mall
- Humber Heights-Westmount
- Humber Valley Village
- Islington-City Centre West (Six Points)
- The Kingsway
- Long Branch
- Markland Wood
- Mimico
- Mount Olive-Silverstone-Jamestown
- New Toronto
- Princess-Rosethorn
- Rexdale
- Richview
- Stonegate-Queensway
- Sunnylea
- Thistletown
- Thorncrest Village
- West Humber-Clairville
- West Deane Park
- The Westway
- Willowridge

## Scarborough

Flagge von Scarborough

- Agincourt
- Armadale
- Bendale(Cedarbrae)
- Birch Cliff
- Bridlewood
- Centennial Scarborough
- Clairlea-Birchmount
- Cliffside
- Cliffcrest
- Dorset Park
- Eglinton East
- Golden Mile (Scarborough)
- Guildwood
- Highland Creek
- Hillside
- Kennedy Park
- Ionview
- L’Amoreaux
- Malvern
- Maryvale
- Milliken
- Morningside Heights
- Morningside
- Oakridge
- Orton Park
- Port Union
- Rouge
- Scarborough City Centre
- Scarborough Junction
- Scarborough Village
- Steeles
- Tam O’Shanter-Sullivan
- West Hill
- West Rouge
- Wexford
- Wishing Well Acres
- Woburn

## North York
- Amesbury
- Banbury-Don Mills
- Bathurst Manor
- Bayview Village
- Bayview Woods-Steeles
- Black Creek
- The Bridle Path
- Bridle Path-Sunnybrook-York Mills
- Brookhaven-Amesbury
- Clanton Park (Dublin Heights)
- Don Mills
- Don Valley Village
- Downsview
- Emery
- Englemount-Lawrence
- Flemingdon Park
- Glen Park
- Glenfield-Jane Heights
- Henry Farm
- Hillcrest Village
- Hogg’s Hollow
- Humber Summit
- Humbermede
- Jane and Finch
- Lawrence Heights
- Lawrence Manor
- Lytton Park
- Newtonbrook
- North York Centre
- Parkway Forest
- Parkwoods-Donalda
- The Peanut
- Pelmo Park-Humberlea
- Pleasant View
- Rustic
- St. Andrew-Windfields
- Uptown Toronto
- Victoria Park Village
- Village at York
- Westminster-Branson
- Willowdale
- Wilson Heights
- York Mills
- York University Heigh

## York
- Beechborough-Greenbrook
- Briar Hill-Belgravia
- Caledonia-Fairbanks
- Eglinton West
- Humewood-Cedarvale
- Keelesdale-Eglinton West
- Lambton Baby Point
- Mount Dennis
- Oakwood-Vaughan (Five Points; Northcliffe)
- Old Mill
- Rockcliffe-Smythe
- Silverthorn
- Weston
- Weston-Pellam Park